# 中国船舶工业集团
- 關於2019年由南船、北船合并组建的由国务院国资委管理的特大型企业集团，請見「中国船舶集团」。
- 關於2019年撤销的、俗称“北船”的由国务院国资委管理的特大型企业集团，請見「中國船舶重工集團公司」。
- 關於中国船舶工业集团旗下子公司，請見「中国船舶工业股份有限公司」。
- 關於旧称“中船”的台湾造船企业，請見「台灣國際造船」。

中國船舶工業集團公司，簡稱中船集團、中船工业，俗稱南船，是中華人民共和國一家主要從事 造船及修船（包括軍船及民船）、船舶裝備、船舶技術開發、貨物及技術的進出口業務的特大型中央管理國有企業。
中船集团成立於1999年，由於公司主營於中國長江以南，所以俗稱「南船」，與主營中國長江以北的中國船舶重工集團公司分庭抗禮。2019年10月25日，中国船舶工业集团有限公司与中国船舶重工集团有限公司实施联合重组為中国船舶集团有限公司 。

## 历史
1950年10月，成立中央人民政府重工业部船舶工业局。
1953年1月，重工部改为一机部，设立中央人民政府第一机械工业部船舶工业管理局。1954年，改名为中华人民共和国第一机械工业部船舶工业管理局。1958年，更名为中华人民共和国第一机械工业部第九工业管理局。
1960年9月，第一机械工业部的造船工业管理职责分出，组建中华人民共和国第三机械工业部第九工业管理局。1960年12月，升格为中华人民共和国第三机械工业部第九工业管理总局。
1963年9月，第三机械工业部的造船工业管理职责分出，调整组建中华人民共和国第六机械工业部。
1982年5月，经国务院批准，以原六机部所属企事业单位为基础，组建中国船舶工业总公司。中船总公司为相当于正部级的全民所有制企业，由国务院直接管理。
1999年6月，经批准，中船总公司拆分为中国船舶工业集团公司与中国船舶重工集团公司。
2019年10月，中国船舶工业集团公司与中国船舶重工集团公司实施联合重组，组建為中国船舶集团有限公司。

## 机构设置
根据有关规定，中船集团设置（控股）下列机构（企业）：

### 内设机构
- 办公厅
- 科技委员会办公室
- 董事会办公室
- 政策法规部
- 战略规划部
- 经营管理部
- 人力资源部
- 财务金融部
- 科技部
- 军工部
- 船舶海工部
- 产业发展部
- 质量安全部
- 审计部
- 纪检监察部、巡视工作办公室
- 党群工作部（企业文化部）
- 离退休工作部

### 直属（控股）企业
- 中国船舶工业股份有限公司
- 广州广船国际股份有限公司
- 中船江南重工股份有限公司
- 中船黄埔文冲船舶有限公司
- 沪东中华造船（集团）有限公司
- 中船西江造船有限公司
- 江南造船（集团）有限责任公司
- 中船桂江造船有限公司
- 上海船厂船舶有限公司
- 广州中船龙穴造船有限公司
- 广州造船厂有限公司
- 上海江南造船厂
- 上海江南长兴重工有限责任公司
- 镇江中船设备有限公司
- 南京中船绿洲机器有限公司
- 安庆中船柴油机有限公司
- 九江海天设备制造有限公司
- 中船华南船舶机械有限公司
- 江西朝阳机械厂
- 江西船用阀门厂
- 九江中船仪表有限责任公司
- 上海航海仪器有限责任公司
- 九江中船消防设备有限公司
- 江西中船航海仪器有限公司
- 海鹰企业集团有限责任公司
- 沪东重机有限公司
- 上海外高桥造船有限公司
- 中船澄西船舶修造有限公司
- 中船澄西远航船舶（广州）有限公司
- 上海中船三井造船柴油机有限公司
- 中国船舶工业综合技术经济研究院
- 中国船舶及海洋工程设计研究院
- 上海船舶研究设计院
- 广州船舶及海洋工程设计研究院
- 船舶系统工程部
- 中国船舶工业集团公司第十一研究所
- 九江精密测试技术研究所
- 北京船舶工业管理干部学院
- 船舶文化网（中船党建网）
- 中船勘察设计研究院有限公司
- 中船第九设计研究院工程有限公司
- 上海船舶工业公司
- 九江船舶工业公司
- 广州船舶工业公司
- 中国船舶工业贸易公司
- 华联船舶贸易公司
- 中船财务有限责任公司
- 中船工业成套物流有限公司
- 上海方舟发展公司
- 中船国际贸易有限公司
- 中船投资发展有限公司
- 中船（欧洲）有限责任公司
- 上海瑞苑房地产开发有限公司
- 上海华舟房地产发展有限公司
- 北京中船咨询有限公司
- 中船华海船用设备有限公司
- 上海扬子国际旅行社有限公司
- 上海卢浦大桥投资发展有限公司
- 上海中船长兴建设发展有限公司
- 广州中船南沙龙穴建设发展有限公司
- 上海中船长兴造船有限公司
- 广州中船船用柴油机有限公司
- 中国船舶工业集团海工部
- 上海中船文化传媒有限公司
- 《游艇》杂志社
- 北京中船信息科技有限公司
- 镇江中船现代发电设备有限公司
- 中国船舶工业贸易上海公司
- 上海瑞舟房地产发展有限公司

### 直属事业单位
- 中国船舶工业机关服务中心
- 中国船舶工业离退休干部局
- 中国船舶报社

## 业务
中国船舶工业集团公司旗下有3家上市公司：中国船舶工业股份有限公司（上交所：600150）、广州广船国际股份有限公司 （上交所：:600685）、中船江南重工股份有限公司（上交所：:600072），主要工业企业有江南造船（集团）有限责任公司、沪东中华造船（集团）有限公司、中船黄埔文冲船舶有限公司等。
中船集团曾承接多个重要军事造船订单。中船黄埔文冲船舶有限公司曾建造054型护卫舰、054A型护卫舰、056型护卫舰、056A型护卫舰。沪东中华造船（集团）有限公司曾建造054型护卫舰、054A型护卫舰、056型护卫舰、056A型护卫舰、815型電子偵察艦、071型船坞登陆舰、075型两栖攻击舰、福池级补给舰、液化天然气载运船 （LNG船）。江南造船（集团）有限责任公司曾建造03型潜艇、039型潜艇、039A型潜艇、052型驱逐舰、052B型驱逐舰、052C型驱逐舰、052D型驱逐舰、055型驱逐舰、003型航空母舰。广州中船龙穴造船有限公司曾建造903型综合补给舰、903A型综合补给舰、901型综合补给舰、920型醫院船、徐霞客号综合保障舰。